# Aviv Kochavi
Aviv Kochavi (hebrejsky: אביב כוכבי, narozen 1964) je generálporučík Izraelských obranných sil, který od roku 2019 do ledna 2023 zastával funkci náčelníka Generálního štábu armády. V letech 2010 až 2014 vedl izraelskou vojenskou rozvědku Aman.

## Biografie
V izraelské armádě začínal ve Výsadkářské brigádě, kam nastoupil roku 1982. V letech 1987 až 1988 působil v pozici velitele roty v rámci 890. praporu Echis. Následně se stal velitelem průzkumné roty Výsadkářské brigády. V roce 1993 dokončil bakalářké studium filosofie na Hebrejské univerzitě a byl jmenován operačním důstojníkem brigády a velitelem 101. praporu Patan. Následně působil jako velitel výcvikové základny Výsadkářské brigády a v letech 1996 až 1997 studoval magisterský obor veřejné správy na Harvard University. O rok později byl jmenován velitelem libanonské styčné jednotky Východní brigády.
V roce 1999 se stal velitelem rezervní brigády Výsadkářské brigády a posléze samotným velitelem brigády. Během jeho působení v této funkci se útvar zapojil například do operace Obranný štít. V roce 2004 byl jmenován velitelem divize Gaza, které velel během izraelského stažení z Pásma Gazy a při operaci Letní déšť, která byla důsledkem únosu izraelského vojáka Gilada Šalita. V roce 2006 absolvoval další magisterský obor na Johns Hopkins University a o rok později se stal velitelem Operačního ředitelství. Z této pozice se podílel na plánování operace Lité olovo.
Je ženatý a má tři děti.